# Renan Barão
Renan do Nascimento Mota Pegado,
plus connu sous le nom de Renan Barão, né le 27 février 1987 à Natal dans l'État du Rio Grande do Norte, est un pratiquant bresilien de MMA. Il combattait dans la division des poids plumes de l'Ultimate Fighting Championship.
En juillet 2012, il remporte le titre intérimaire des poids coqs de l'UFC avant d'être reconnu champion incontesté de la catégorie en janvier 2014 devant la trop longue indisponibilité du champion Dominick Cruz. Après avoir défendu victorieusement cette ceinture, il la perd en mai 2014 face à T.J. Dillashaw.
Il est aussi ceinture noire de jiu-jitsu brésilien.

## Parcours en arts martiaux mixtes

### Ultimate Fighting Championship

#### Champion intérimaire des poids coqs de l'UFC
Renan Barão fait face à Michael McDonald le 16 février 2013 à Londres, en vedette de l'UFC on Fuel TV 7, pour sa première défense du titre intérimaire.
Le combattant américain tient face au champion en envoyant de bons coups en boxe et en limitant les dégâts une fois dos au tapis. Amené cependant une nouvelle fois au sol dans le quatrième round, McDonald concède un passage de garde et le champion s'installe en contrôle latéral. Barão applique alors un étranglement bras-tête qui lui permet de remporter la victoire par soumission.
Pour la deuxième défense de sa ceinture, Eddie Wineland, ancien champion des poids coqs du WEC, était prévu comme nouvel adversaire de Renan Barão, et ce en combat principal de l'UFC 161 du 15 juin 2013.
Cependant, à quelques semaines de l'événement, Barão se blesse et le match est simplement retiré du programme de la soirée.
Le combat est alors reprogrammé en second combat principal de l'UFC 165 à Toronto, le 21 septembre 2013.
Barão le remporte par TKO dans le deuxième round sur un coup de pied retourné suivi de quelques coups de poing décidant l'arbitre à arrêter le match.
Il devient le second combattant à défendre un titre intérimaire plus d'une fois dans l'histoire de l'organisation (après Andrei Arlovski en 2005).
Cette victoire lui vaut aussi le bonus du KO de la soirée.

#### Champion incontesté des poids coqs de l'UFC
Peu après son entraineur, André Pederneiras, déclare que la position de champion intérimaire et non de « vrai » champion de la division est un manque à gagner pour son poulain. Il souhaite que son prochain combat soit organisé face à Dominick Cruz, écarté de l'Octogone depuis plus de deux ans pour cause de blessure.
Fin octobre, ce match en vue d'unifier les titres est officialisé pour l'UFC 169 du 1er février 2014.
D'abord prévu comme second combat principal, il est finalement préféré comme tête d'affiche de l'événement.
Mais le combat est annulé à un mois de l'échéance, Cruz déclare forfait pour une blessure à l'aine. L'UFC annonce alors que le titre intérimaire de Barão est revalorisé en titre incontesté et Urijah Faber est désigné comme nouvel adversaire pour sa première défense de titre lors du même événement.
Barão prend rapidement l'ascendant sur Faber avec ses poings. Faber chavire une première fois, parvient à s'en sortir mais s'écroule à nouveau quelques secondes plus tard. Barão enchaine les coups sur son adversaire en position quadrupédique. L'arbitre intervient et arrête le combat à un peu plus d'une minute de la fin de la première reprise.
Malgré quelques critiques sur un arrêt du match jugé prématuré de la part de l'arbitre Herb Dean, Renan Barão défend avec succès son nouveau titre de champion des poids coqs de l'UFC.
À la suite de l'annulation du combat pour le titre poids moyens en tête d'affiche de l'UFC 173 opposant Chris Weidman à Lyoto Machida, Barão et T.J. Dillashaw sont annoncés comme nouveau combat principal de cette soirée. Les deux combattants se rencontrent alors le 24 mai 2014 à Las Vegas.
Contre toute attente, Dillashaw s'empare du match. Il envoie le champion à terre sur un coup de poing dès le premier round puis cherche à finir le combat au sol. Barão arrive à se sortir de la position mais Dillashaw continue sa domination lors des trois rounds suivants et remporte la victoire par TKO dans la cinquième reprise en sonnant le Brésilien d'un coup de pied à la tête suivi de coups de poing au sol.
Barão perd son titre dans ce match désigné combat de la soirée.

#### Parcours post-titre
Face à la surprise, un match revanche est rapidement programmé en tête d'affiche de l'UFC 177 du 30 août 2014.
Mais à la veille de la pesée, Barão est admis à l'hôpital à cause de sa coupe de poids. C'est alors le nouveau venu à l'UFC, Joe Soto, ancien champion au sein du Bellator qui le remplace au pied levé.
Barão fait son retour à la compétition le 20 décembre 2014 en second combat principal de l'UFC Fight Night 58.
Dans un match moins facile que prévu, il remporte finalement la victoire face à Mitch Gagnon par soumission en étranglement bras-tête dans le troisième round.
Il empoche également un bonus de performance de la soirée.

#### Nouvelle chance de titre
Une chance de récupérer la ceinture face à T.J. Dillashaw en tête d'affiche de l'UFC 186 du 25 avril 2015, est alors donnée à Renan Barão.
Mais le Brésilien se blesse aux côtes à un mois de l'échéance
et c'est Joe Soto qui le remplace au pied levé.
Malgré tout, Barão est rapidement reprogrammé pour affronter Dillashaw en vedette de l'UFC on Fox 16 à Chicago, le 25 juillet 2015.
Mais comme lors de leur précédent match, le champion se montre supérieur et domine les rounds. Dès le début du quatrième, Barão vacille debout, sans défense face aux nombreux coups de poing de son adversaire. L'arbitre arrête le match concluant une nouvelle défaite par TKO pour le Brésilien.
En octobre 2015, il fait part de son intention de continuer sa carrière dans la catégorie de poids supérieure, celle des poids plumes.

## Palmarès en arts martiaux mixtes
| 39 combats     | 34 victoires | 4 défaites |
| Par KO         | 8            | 2          |
| Par soumission | 15           | 0          |
| Sur décision   | 11           | 2          |
| Sans décision  | 1            | 1          |

| Résultat      | Record   | Adversaire                       | Méthode                                        | Événement                              | Date              | Round | Temps | Lieu                           | Notes                                                                         |
| ------------- | -------- | -------------------------------- | ---------------------------------------------- | -------------------------------------- | ----------------- | ----- | ----- | ------------------------------ | ----------------------------------------------------------------------------- |
| Victoire      | 34-4 (1) | Phillipe Nover                   | Décision unanime                               | UFC Fight Night: Cyborg vs. Lansberg   | 24 septembre 2016 | 3     | 5:00  | Brasilia, Brésil               |                                                                               |
| Défaite       | 33-4 (1) | Jeremy Stephens                  | Décision unanime                               | UFC Fight Night: Almeida vs. Garbrandt | 29 mai 2016       | 3     | 5:00  | Las Vegas, Nevada, États-Unis  | Retour en poids plumes. Combat de la soirée.                                  |
| Défaite       | 33-3 (1) | T.J. Dillashaw                   | TKO (coups de poing)                           | UFC on Fox: Dillashaw vs. Barão II     | 25 juillet 2015   | 4     | 0:35  | Chicago, Illinois, États-Unis  | Pour le titre des poids coqs de l'UFC.                                        |
| Victoire      | 33-2 (1) | Mitch Gagnon                     | Soumission (étranglement bras-tête)            | UFC Fight Night: Machida vs. Dolloway  | 20 décembre 2014  | 3     | 3:53  | Barueri, Brésil                | Performance de la soirée.                                                     |
| Défaite       | 32-2 (1) | T.J. Dillashaw                   | TKO (coup de pied à la tête et coups de poing) | UFC 173: Barão vs Dillashaw            | 24 mai 2014       | 5     | 2:26  | Las Vegas, Nevada, États-Unis  | Perd le titre des poids coqs de l'UFC. Combat de la soirée.                   |
| Victoire      | 32-1 (1) | Urijah Faber                     | TKO (coups de poing)                           | UFC 169: Barao vs. Faber II            | 1er février 2014  | 1     | 3:42  | Newark, New Jersey, États-Unis | Défend le titre des poids coqs de l'UFC.                                      |
| Victoire      | 31-1 (1) | Eddie Wineland                   | TKO (coup de pied retourné et coups de poing)  | UFC 165: Jones vs. Gustafsson          | 21 septembre 2013 | 2     | 0:26  | Toronto, Canada                | Défend le titre intérimaire des poids coqs de l'UFC. KO de la soirée.         |
| Victoire      | 30-1 (1) | Michael McDonald                 | Soumission (étranglement bras-tête)            | UFC on Fuel TV: Barao vs. McDonald     | 16 février 2013   | 4     | 3:57  | Londres, Angleterre            | Défend le titre intérimaire des poids coqs de l'UFC. Soumission de la soirée. |
| Victoire      | 29-1 (1) | Urijah Faber                     | Décision unanime                               | UFC 149: Faber vs. Barao               | 21 juillet 2012   | 5     | 5:00  | Calgary, Canada                | Remporte le titre intérimaire des poids coqs de l'UFC.                        |
| Victoire      | 28-1 (1) | Scott Jorgensen                  | Décision unanime                               | UFC 143: Diaz vs. Condit               | 4 février 2012    | 3     | 5:00  | Las Vegas, Nevada, États-Unis  |                                                                               |
| Victoire      | 27-1 (1) | Brad Pickett                     | Soumission (étranglement arrière)              | UFC 138: Leben vs. Munoz               | 5 novembre 2011   | 1     | 4:09  | Birmingham, Angleterre         | Combat de la soirée                                                           |
| Victoire      | 26-1 (1) | Cole Escovedo                    | Décision unanime                               | UFC 130: Rampage vs. Hamill            | 28 mai 2011       | 3     | 5:00  | Las Vegas, Nevada, États-Unis  |                                                                               |
| Victoire      | 25-1 (1) | Chris Cariaso                    | Soumission (étranglement arrière)              | WEC 53: Henderson vs. Pettis           | 16 décembre 2010  | 1     | 3:47  | Glendale, Arizona, États-Unis  |                                                                               |
| Victoire      | 24-1 (1) | Anthony Leone                    | Soumission (clé de bras)                       | WEC 49: Varner vs. Shalorus            | 20 juin 2010      | 3     | 2:29  | Edmonton, Alberta, Canada      | Combat en poids intermédiaire : 142 lb (65 kg).                               |
| Victoire      | 23-1 (1) | Sergio Silva Rodrigues           | Décision unanime                               | JF 17                                  | 27 février 2010   | 3     | 5:00  | Vila Velha, Brésil             |                                                                               |
| Victoire      | 22-1 (1) | Jorge Enciso                     | Soumission (étranglement arrière)              | PFB 2                                  | 5 décembre 2009   | 1     | 3:42  | Rio de Janeiro, Brésil         |                                                                               |
| Victoire      | 21-1 (1) | Marcio Nunes                     | Soumission (kimura)                            | EFC                                    | 26 septembre 2009 | 1     | 2:45  | São Paulo, Brésil              |                                                                               |
| Victoire      | 20-1 (1) | Paulo Dantas                     | Décision unanime                               | Shooto 13                              | 27 août 2009      | 3     | 5:00  | Fortaleza, Brésil              |                                                                               |
| Victoire      | 19-1 (1) | Jurandir Sardinha                | KO (coups de poing)                            | PFB                                    | 13 août 2009      | 2     | 0:21  | Natal, Brésil                  |                                                                               |
| Victoire      | 18-1 (1) | Andre Luis de Oliveira           | Soumission (étranglement en triangle)          | WOCS 3                                 | 19 mars 2009      | 3     | 1:38  | Rio de Janeiro, Brésil         |                                                                               |
| Victoire      | 17-1 (1) | Alexandre Pinheiro               | TKO (blessure au bras)                         | Shooto 9                               | 29 novembre 2008  | 3     | 0:58  | Fortaleza, Brésil              |                                                                               |
| Victoire      | 16-1 (1) | Rogerio Silva de Souza           | Soumission (étranglement arrière)              | WOCS 2                                 | 25 septembre 2008 | 2     | 3:21  | Rio de Janeiro, Brésil         |                                                                               |
| Victoire      | 15-1 (1) | William Porfirio                 | KO (coup de genou)                             | WOCS 2                                 | 25 septembre 2008 | 1     | 2:25  | Rio de Janeiro, Brésil         |                                                                               |
| Victoire      | 14-1 (1) | Jose Lucas Fabiano de Melo       | Décision unanime                               | Shooto 8                               | 30 août 2008      | 3     | 5:00  | Rio de Janeiro, Brésil         |                                                                               |
| Victoire      | 13-1 (1) | Jetron Azevedo                   | Soumission (clé de bras)                       | Leal Combat                            | 5 juin 2008       | 1     | 4:56  | Natal, Brésil                  |                                                                               |
| Victoire      | 12-1 (1) | Ronaldo Figueiredo Lima Jr.      | Décision unanime                               | NCVT                                   | 23 mai 2008       | 3     | 5:00  | Natal, Brésil                  |                                                                               |
| Victoire      | 11-1 (1) | William Vianna                   | Décision unanime                               | Shooto 6                               | 19 avril 2008     | 3     | 5:00  | Rio de Janeiro, Brésil         |                                                                               |
| Sans décision | 10-1 (1) | Claudemir Souza                  | No Contest (soccer kick non autorisé)          | BBVT                                   | 12 décembre 2007  | 1     | 5:00  | Recife, Brésil                 |                                                                               |
| Victoire      | 10-1     | Danilo Noronha                   | Soumission (étranglement arrière)              | Shooto Brazil 4                        | 27 octobre 2007   | 1     | 0:33  | Rio de Janeiro, Brésil         |                                                                               |
| Victoire      | 9-1      | Erinaldo dos Santos Rodrigues    | Soumission (clé de cheville)                   | Shooto Brazil 3                        | 7 juillet 2007    | 1     | 1:33  | Rio de Janeiro, Brésil         |                                                                               |
| Victoire      | 8-1      | Carlos Heide                     | Soumission (étranglement en triangle)          | Garra Fight                            | 25 avril 2007     | 1     | NC    | Natal, Brésil                  |                                                                               |
| Victoire      | 7-1      | Janailson Kevin Pereira Lima     | Décision partagée                              | Garra Fight                            | 25 avril 2007     | 3     | 5:00  | Natal, Brésil                  |                                                                               |
| Victoire      | 6-1      | Rony Mariano Bezerra             | Décision partagée                              | CFN                                    | 9 novembre 2006   | 3     | 5:00  | Natal, Brésil                  |                                                                               |
| Victoire      | 5-1      | Kaio Werbson Ferreira de Freitas | KO (coups de poing)                            | NCC                                    | 6 septembre 2006  | 1     | 2:45  | Natal, Brésil                  |                                                                               |
| Victoire      | 4-1      | Gleison Menezes                  | Soumission (clé de genou)                      | RFC 2                                  | 8 juin 2006       | 1     | NC    | Recife, Brésil                 |                                                                               |
| Victoire      | 3-1      | Dande Dande                      | KO (coup de poing)                             | FSLB 2                                 | 22 novembre 2005  | 1     | NC    | Natal, Brésil                  |                                                                               |
| Victoire      | 2-1      | Anistavio Medeiros de Figueiredo | Soumission (étranglement arrière)              | Mossoro Fight                          | 26 août 2005      | 2     | 3:41  | Mossoró, Brésil                |                                                                               |
| Victoire      | 1-1      | Melk Freitas                     | TKO (coups de poing)                           | Tremons Fight                          | 13 mai 2005       | 3     | 1:41  | João Câmara, Brésil            |                                                                               |
| Défaite       | 0-1      | João Paulo Rodrigues de Souza    | Décision unanime                               | Heat FC 3                              | 14 avril 2005     | 3     | 5:00  | Natal, Brésil                  |                                                                               |